# Aglaophenia holubi
Aglaophenia holubi är en nässeldjursart som beskrevs av Eugène Leloup 1934. Aglaophenia holubi ingår i släktet Aglaophenia och familjen Aglaopheniidae. Inga underarter finns listade i Catalogue of Life.